# Джеймстаун (Південна Кароліна)
Джеймстаун (англ. Jamestown) — місто (англ. town) в США, в окрузі Берклі штату Південна Кароліна. Населення — 68 осіб (2020).

## Географія
Джеймстаун розташований за координатами 33°17′9″ пн. ш. 79°41′41″ зх. д. / 33.28583° пн. ш. 79.69472° зх. д. (33.285876, -79.694592).  За даними Бюро перепису населення США в 2010 році місто мало площу 1,57 км², уся площа — суходіл.

## Демографія
Згідно з переписом 2010 року, у місті мешкали 72 особи в 30 домогосподарствах у складі 18 родин. Густота населення становила 46 осіб/км².  Було 48 помешкань (31/км²).
Расовий склад населення:
| - 55,6 % — чорних або афроамериканців - 43,1 % — білих |

До двох чи більше рас належало 1,4 %. Частка іспаномовних становила 0,0 % від усіх жителів.
За віковим діапазоном населення розподілялося таким чином: 22,2 % — особи молодші 18 років, 66,7 % — особи у віці 18—64 років, 11,1 % — особи у віці 65 років та старші. Медіана віку мешканця становила 32,0 року. На 100 осіб жіночої статі у місті припадало 94,6 чоловіків;  на 100 жінок у віці від 18 років та старших — 93,1 чоловіків також старших 18 років.
За межею бідності перебувало 16,3 % осіб, у тому числі 0,0 % дітей у віці до 18 років та 0,0 % осіб у віці 65 років та старших.
Цивільне працевлаштоване населення становило 64 особи. Основні галузі зайнятості: освіта, охорона здоров'я та соціальна допомога — 28,1 %, виробництво — 20,3 %, публічна адміністрація — 15,6 %, транспорт — 12,5 %.